# Dirka po Franciji 1982
| Mesto | Ime                 | Država     | Čas         |
| ----- | ------------------- | ---------- | ----------- |
| 1     | Bernard Hinault     | Francija   | 92h 08' 46" |
| 2     | Joop Zoetemelk      | Nizozemska | 6' 21"      |
| 3     | Johan Van der Velde | Nizozemska | 8' 59"      |
| 4     | Peter Winnen        | Nizozemska | 9' 24"      |
| 5     | Phil Anderson       | Avstralija | 12' 16"     |
| 6     | Beat Breu           | Švica      | 13' 21"     |
| 7     | Daniel Willems      | Belgija    | 15' 33"     |
| 8     | Raymond Martin      | Francija   | 15' 35"     |
| 9     | Hennie Kuiper       | Nizozemska | 17' 01"     |
| 10    | Alberto Fernandez   | Španija    | 17' 19"     |

Dirka po Franciji 1982 je bila 69. dirka po Franciji, ki je potekala leta 1982.

## Pregled
| Kategorije                          | Podatki       |
| ----------------------------------- | ------------- |
| Začetek-konec                       | Basel - Pariz |
| Dolžina (km)                        | 3.512         |
| Število etap                        | 21            |
| Povprečna hitrost zmagovalca (km/h) | 38,059        |
| Kolesarjev                          | 169           |
| Tekmo končalo                       | 125           |